# Portret van een man (Justus van Attevelt)
Portret van een man is een schilderij door de Noord-Nederlandse schilder Justus van Attevelt in het Centraal Museum in Utrecht.

## Voorstelling
Het stelt een man voor met halflang haar binnen een ovale, geschilderde lijst in Lodewijk XIV-stijl. In zijn linkerhand houdt hij zijn hoed vast. Deze hand steekt buiten de geschilderde lijst uit. Op de achtergrond een blauwgroen gordijn. Wie de man is, is onbekend.

## Toeschrijving en datering
Het schilderij is linksboven gesigneerd en gedateerd ‘Atteveld.f[ecit] 1657’ (Atteveld heeft dit gemaakt [in] 1657).

## Herkomst
Het werk werd in 1935 verworven door het Centraal Museum van de Parijse kunsthandelaar Guy Stein.